# Jacob Abraham de Mist
Jacob Abraham Uitenhage de Mist, né le 20 avril 1749 à Zaltbommel et mort le 3 août 1823 à Voorburg, est un homme politique néerlandais, administrateur de la colonie du Cap de 1803 à 1804.

## Biographie
Jacob Abraham de Mist est le fils d'un pasteur protestant des paroisses de Hemmen, Hattem et Zaltbommel, où il naît en 1749. Il étudie le droit à l'université de Leyde du 17 septembre 1766 au 1er juillet 1768. Là, il est initié à la franc-maçonnerie et intègre la loge La Vertu, dont il devient plus tard grand-maître. Il occupe brièvement l'activité d'avocat à Kampen de 1768 à 1769 puis, le 11 novembre 1769, il devient secrétaire de la municipalité de Kampen. En 1770, il fonde la loge maçonnique Le Profond Silence à Kampen.

### Révolution batave
La Révolution batave éclate en janvier 1795. De Mist est élu représentant à l'assemblée provisoire de l'Overijssel jusqu'en octobre, lorsqu'il est nommé au comité des affaires américaines et guinéennes, l'organisme chargé de gérer les actifs de la Compagnie néerlandaise des Indes occidentales disparue en 1792.
Il quitte le comité en mai 1796 en raison de son élection par le district de Deventer à la première Assemblée nationale de la République batave. Il y « est l'un des défenseurs les plus passionnés de la constitution historique » et devient l'un des chefs du parti fédéraliste. Ainsi, il s'oppose énergiquement à l'abolition des corporations, à la séparation de l'Église et de l'État et la confiscation des biens du clergé – qu'il qualifie de « vol national » – ou à l'amalgame des dettes provinciales en une seule dette nationale. Le 22 novembre 1796, il publie ses idées sur le type de constitution à adopter. Il préside l'Assemblée du 17 avril au 1er mai 1797. 
Réélu en août 1797, il est nommé à la commission chargée de rédiger la constitution le 15 septembre. Le 22 janvier 1798, un coup d'État unitariste conduit par Pieter Vreede prend le contrôle de la République batave. Comme les autres députés fédéralistes, De Mist est exclu de l'Assemblée. Il est arrêté et emprisonné à la Huis ten Bosch de La Haye. Il en est libéré le 10 juillet 1798, un mois après un nouveau coup d'État anti-unitariste.

### Commissaire général au Cap

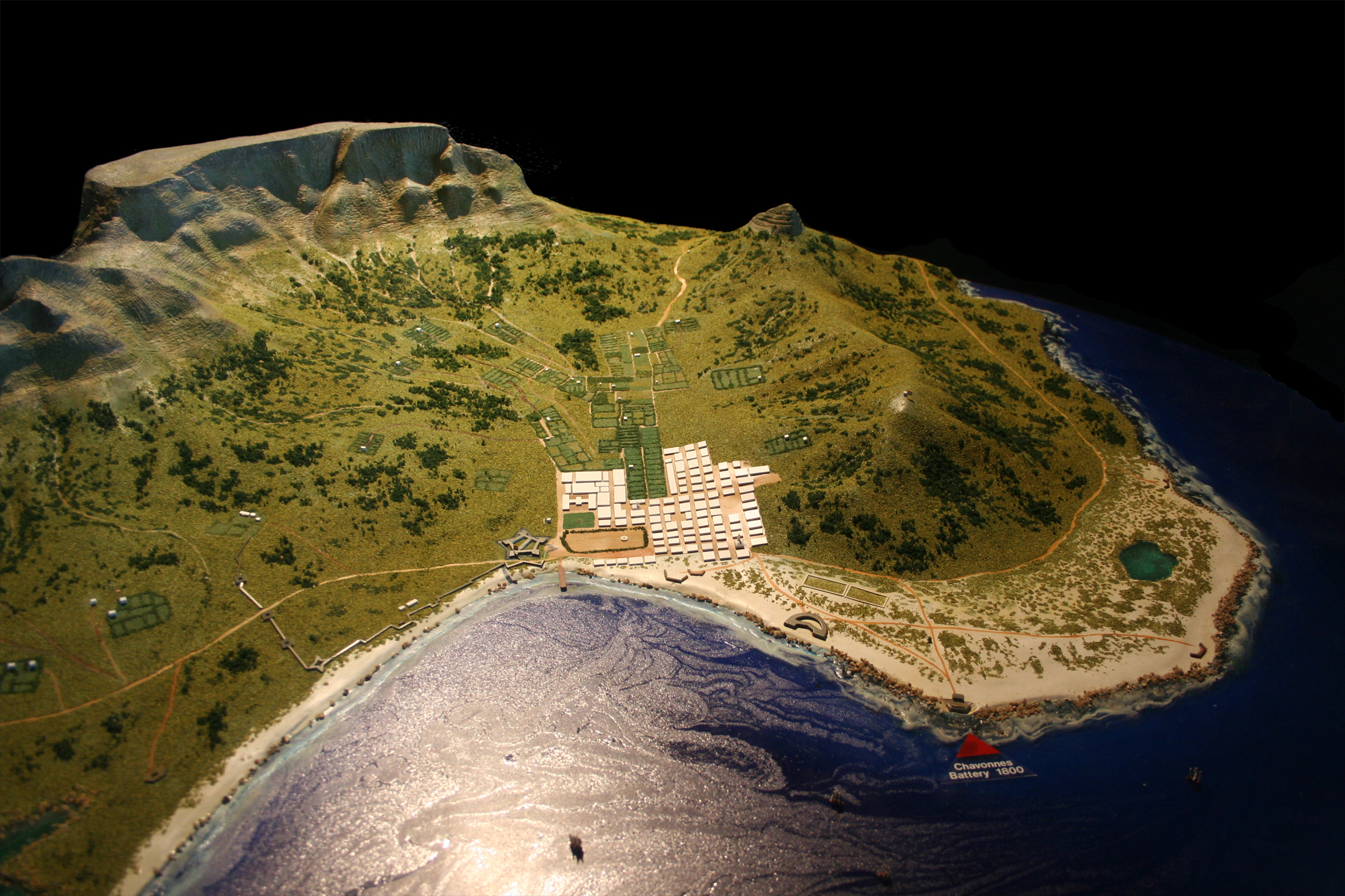
Maquette de la colonie du Cap en 1800.

En août 1800, Jacob de Mist est nommé au Conseil asiatique, qui gère les colonies de la Compagnie néerlandaise des Indes orientales, démantelée en 1795.
En 1802, il est nommé directeur de l'Académie des sciences et des arts. Les qualités et compétences dont il a fait preuve au Conseil asiatique lui valent d'être nommé commissaire général de la colonie du Cap, rendue par la Grande-Bretagne à la République batave en vertu de la paix d'Amiens.
Il embarque le 5 août 1802 au Texel en compagnie du général Jan Willem Janssens, gouverneur du Cap, et arrive dans la colonie le 23 décembre. Il s'installe le lendemain au fort de Bonne-Espérance. La colonie est officiellement rétrocédée à la République batave le 1er mars 1803. En février 1804, il prend une série de mesures destinées à développer la colonie. Un établissement fondé en avril 1804 est nommé Uitenhage par le général Janssens en référence à un titre porté par la famille De Mist. Il proclame la liberté religieuse dans la colonie, aucune église n'ayant de privilège.
Conscient de la fragilité de la paix et de la volonté de la Grande-Bretagne de récupérer la colonie à la première occasion, De Mist démissionne à la fin de l'année 1804 pour permettre à Janssens d'organiser sa défense avec le plus de latitude possible. Il embarque le 25 février 1805 à bord d'un navire à destination des États-Unis, regagnant ainsi la République batave grâce à la neutralité américaine le 6 juillet. Le 11 juillet, le grand pensionnaire Rutger Jan Schimmelpenninck lui permet de retrouver son siège au Conseil asiatique.

### Retour aux Pays-Bas
Un an plus tard, Louis Bonaparte devient roi de Hollande. Le 16 juillet, Jacob Abraham de Mist est nommé secrétaire général du ministère du Commerce et des Colonies et membre de la section du commerce et des colonies du Conseil d'État, section dont il devient le président le 4 décembre 1807. Louis le nomme préfet du département du Maasland le 8 mai 1807, puis premier président de la Cour des comptes le 27 mai 1809. Il conserve cette fonction lorsque la Hollande est rattachée à la France en 1811. 
En 1814, les Pays-Bas redeviennent un État indépendant et le roi Guillaume Ier le nomme au Conseil du Commerce et des Colonies du royaume. En 1820, il est désigné pour siéger à la première chambre des États généraux des Pays-Bas.

## Distinctions
- Chevalier de l'ordre de l'Union (13 février 1807)
- Chevalier de l'ordre de la Réunion (7 mars 1812)

## Publications
- 1796 : Advys van het ontwerp voor eene constitutie voor het volk van Nederland (Avis sur la conception d'une constitution pour le peuple des Pays-Bas)